# Брэдди, Джоанна
Джоанна Элизабет Брэдди (англ. Johanna Elizabeth Braddy; род. 30 августа 1987, Атланта, Джорджия, США) — американская кино- и телеактриса, наиболее известная по ролям Джордан Рид в сериале «Университет», Дженни Матрикс в «Высшей школе видеоигр» и Мисси Соломон в фильме ужасов «Коллекционер 2».

## Биография
Джоанна Брэдди родилась в Атланте, штат Джорджия; её родители — дошкольный учитель музыки и пения, и инженер. У Джоанны есть брат, Коул Брэдди, который на восемь лет младше её. Девушка посещала высшую школу Макинтош в Пичтри-Сити, Джорджия, и окончила её в 2005 году. Брэдди также была капитаном танцевальной команды в своей школе. Она была активным членом драматической программы Макинтош под режиссурой Стивена Бакнера. На данный момент, Джоанна живёт в Лос-Анджелесе, Калифорния, и работает в киноиндустрии в надежде расширить свою карьеру в будущем.

## Карьера
Свою первую роль Джоанна исполнила в фильме «Ретро-рок». Её телевизионный дебют состоялся в пилотном эпизоде сериала «Поверхность», однако известность ей принёс «Аватар: Легенда об Аанге», где она озвучивала принцессу Юи. Брэдди также принимала участие в озвучивании различных персонажей в английских версиях мультфильмов «Лови волну!» и «Рыбка Поньо на утёсе». Джоанна появлялась в таких фильмах, как «Отличница лёгкого поведения», «Боль», «Дом гигантов», «Шлюшка». Также девушка снималась в фильмах ужасов «Проклятие 3», «Коллекционер 2», и «Паранормальное явление 3». Помимо этого, Брэдди фигурирует в известных сериалах «C.S.I.: Место преступления», «Обмани меня», «Мыслить как преступник», «Детектив Раш» и многих других. В 2015 году получила роли в основных составах сериалов «Нереально» и «Куантико».

## Фильмография
| Год       |    | Русское название                  | Оригинальное название          | Роль                    |
| --------- | -- | --------------------------------- | ------------------------------ | ----------------------- |
| 2004      | тф | Ретро-рок                         | Pop Rocks                      | Оливия Харден           |
| 2005      | с  | Поверхность                       | Surface                        | Лиза                    |
| 2006      | ф  | Разрушенные мосты                 | Broken Bridges                 | Кайла Чартвелл          |
| 2007      | с  | Детектив Раш                      | Cold Case                      | Хилари Уэст в 1964 году |
| 2007      | с  | Богатые                           | The Riches                     | Тэмми Симс              |
| 2007      | с  | Дрейк и Джош                      | Drake & Josh                   | Эмили                   |
| 2007      | ф  | Дом гигантов                      | Home of the Giants             | новичок                 |
| 2007      | с  | Кто такая Саманта?                | Samantha Who?                  | Саманта-подросток       |
| 2008      | ф  | Шлюшка                            | Whore                          | Марго                   |
| 2009      | с  | Обмани меня                       | Lie to Me                      | Жаклин Матис            |
| 2009      | в  | Проклятие 3                       | The Grudge 3                   | Лиза                    |
| 2009      | ф  | Американский примитив             | American Primitive             | Люси Кармайкл           |
| 2009      | с  | Университет                       | Greek                          | Джордан Рид             |
| 2009      | ф  | Боль                              | Hurt                           | Ленор Колтрейн          |
| 2009—2010 | с  | Саутленд                          | Southland                      | Оливия Шерман           |
| 2010      | ф  | Отличница лёгкого поведения       | Easy A                         | Мелоди Бостик           |
| 2010      | с  | Детройт 1-8-7                     | Detroit 1-8-7                  | Элизабет Фадден         |
| 2011      | с  | C.S.I.: Место преступления Майами | CSI: Miami                     | Люси Стрикленд          |
| 2011      | с  | Воздействие                       | Leverage                       | Хейли Бек               |
| 2011      | с  | Секс по дружбе                    | Friends with Benefits          | Грейс                   |
| 2011      | с  | Мыслить как преступник            | Criminal Minds                 | Тэмми Брэдстоун         |
| 2011      | в  | Прирождённый гонщик               | Born to Race                   | Рейчел                  |
| 2011      | ф  | Паранормальное явление 3          | Paranormal Activity 3          | Лиза                    |
| 2012—2014 | с  | Высшая школа видеоигр             | Video Game High School         | Дженни Матрикс          |
| 2012      | ф  | Коллекционер 2                    | The Collection                 | Мисси Соломон           |
| 2012      | с  | C.S.I.: Место преступления        | CSI: Crime Scene Investigation | Карли Грин              |
| 2013      | с  | Пригород                          | Suburgatory                    | Лесли                   |
| 2013      | с  | Необходимая жестокость            | Necessary Roughness            | Синди Лак               |
| 2013      | с  | Зажигай!                          | Hit the Floor                  | Миа Сертнер             |
| 2013      | с  | Восприятие                        | Perception                     | блондинка в баре        |
| 2013      | ф  | Плёнки Левенджера                 | The Levenger Tapes             | Аманда                  |
| 2014      | ф  | Верь мне                          | Believe Me                     | Калли                   |
| 2014      | с  | Бесстыжие                         | Shameless                      | Шелли                   |
| 2015      | с  | Нереально                         | Un-Real                        | Анна                    |
| 2015—2018 | с  | Куантико                          | Quantico                       | Шелби Уайт              |
| 2016      | ф  | Оседлать волну                    | Run the Tide                   | Мишель                  |